# تل مگیدو
تل مگیدو(عبری: מגידו‎; عربی: مجیدو) یک تل باستانی در ۳۰ کیلومتری شمال شرقی حیفا است. در کتاب مکاشفهٔ یوحنا نبرد آخرالزمان یا آرماگدون در تل مگیدو رخ می‌دهد.

## نام شناسی
تل در باستان‌شناسی به معنای گونه‌ای از تپهٔ باستانی است که بر اثر متروکه شدن سکونتگاه انسانی در یک محوطهٔ جغرافیایی پس از سده‌ها ایجاد می‌شود. مگدون نیز واژه‌ای عبری به معنای آخرالزمان (آرماگدون) است.